# Litlmolla
```

```

Litlmolla est une île des îles Lofoten, située dans la municipalité norvégienne de Vågan, du comté de Nordland. L'île est située à l'est de Svolvær, entre les îles de Stormolla et Skrova. 
Sa superficie est de 10 km2. Son point culminant est le mont Nonstinden qui culmine à 543 mètres. L'île, autrefois habitée, est abandonnée depuis longtemps.